# Чернышёв, Пётр Андреевич
Пётр Андреевич Чернышёв (англ. Peter Tchernyshev; род. 6 февраля 1971, Ленинград) — российский, а позже американский фигурист, пятикратный чемпион США (1999—2003) и двукратный победитель чемпионата четырёх континентов (2000, 2002) в танцах на льду. По окончании спортивной карьеры работает тренером и хореографом. Вдовец актрисы Анастасии Заворотнюк.

## Карьера
Пётр Чернышёв родился 6 февраля 1971 года в Ленинграде. Его дедушка, Пётр Сергеевич Чернышёв (1914—1979), был фигуристом-одиночником, четырёхкратным чемпионом СССР в конце 1930-х годов. Пётр пошёл по стопам деда и начал заниматься одиночным фигурным катанием в возрасте 6 лет. Отец — Андрей Петрович Чернышёв (умер 3 октября 2014) — и мать — Любовь Васильевна — были инженерами.
В 1992 году Пётр Чернышёв, вместе с первой женой Натальей Анненко, завершившей к тому времени любительскую карьеру и начавшей заниматься профессиональными выступлениями (дуэт Анненко — Сретенский), переехал в Лейк-Плэсид (США), где стал тренироваться в международной танцевальной школе у Натальи Дубовой. Первой партнёршей Петра была начинающая фигуристка и балерина София Елиазова. Именно её мать Татьяна помогла Чернышёву приехать в США и получить «грин-карту». Однако значительных успехов у этой пары не было. В 1996 году она заняла лишь 13-е место в чемпионате США и вскоре после этого распалась.
Дуэт с Наоми Ланг образовался в Лейк-Плэсиде, куда Наоми приехала из Детройта по приглашению Дубовой и Чернышёва. В 1997 году на своём дебютном чемпионате США они заняли пятое место. Далее дуэт переехал в Детройт к тренеру Игорю Шпильбанду. В 1998 году они уже стали бронзовыми призёрами, а со следующего сезона пять раз подряд выигрывали «золото» чемпионата США.
В 2001 году Чернышёв получил американское гражданство, и они с Наоми смогли принять участие в зимних Олимпийских играх 2002 года, где стали 11-ми. Кроме того, в 2000 и 2002 годах дуэт дважды побеждал на чемпионате Четырёх континентов.
В 2003 году пара завершила любительскую спортивную карьеру. После этого Пётр занялся тренерской деятельностью.
Также Чернышёв выступает во многих ледовых шоу. Вместе с Наоми Ланг участвовал в туре, организованном Евгением Плющенко, «Золотой лёд Страдивари». В 2007 году принял участие в телешоу канала «Россия» «Танцы на льду. Бархатный сезон», в котором вместе с певицей Юлией Ковальчук одержал победу. В 2009—2014 годах участвовал в проектах Первого канала «Ледниковый период-3» (в паре с актрисой Ксенией Алфёровой), «Лёд и пламень» (в паре с певицей Надеждой Грановской), «Болеро» (в паре с прима-балериной Михайловского театра Ириной Перрен), «Ледниковый период. Кубок профессионалов», «Ледниковый период-4» (в паре с актрисой Юлией Зиминой) и «Ледниковый период-5» (в паре с актрисой Еленой Подкаминской).
В качестве хореографа Пётр Чернышёв ставит программы российским и иностранным фигуристам: в частности, он работал с парами Юко Кавагути — Александр Смирнов и Рэна Иноуэ — Джон Болдуин, одиночниками Максимом Ковтуном и Аделиной Сотниковой.

## Личная жизнь
Первой женой Петра Чернышёва была фигуристка Наталья Анненко, выступавшая в танцах на льду с Генрихом Сретенским. Они прожили вместе семь лет.
22 сентября 2008 года женился на российской актрисе и телеведущей Анастасии Заворотнюк (1971—2024). Осенью 2018 года у пары родилась дочь Мила.
29 мая 2024 года овдовел: не стало супруги — Анастасии Заворотнюк, которая скончалась на 54-м году жизни после продолжительной болезни.

## Спортивные достижения
| Соревнования/Сезон              | 1997—1998 | 1998—1999 | 1999—2000 | 2000—2001 | 2001—2002 | 2002—2003 | 2003—2004 |
| ------------------------------- | --------- | --------- | --------- | --------- | --------- | --------- | --------- |
| Зимние Олимпийские игры         |           |           |           |           | 11        |           |           |
| Чемпионаты мира                 |           | 10        | 8         | 9         | 9         | 8         |           |
| Чемпионаты четырёх континентов  |           | 3         | 1         | 2         | 1         | 3         |           |
| Чемпионаты США                  | 3         | 1         | 1         | 1         | 1         | 1         | WD        |
| Этапы Гран-при: Skate America   |           | 5         | 3         | 5         |           |           |           |
| Этапы Гран-при: Cup of Russia   |           | 5         |           |           |           |           |           |
| Этапы Гран-при: Trophee Lalique |           |           | 5         | 4         |           |           |           |
| Игры доброй воли                |           |           |           |           | 4         |           |           |

WD = снялись с соревнований